# أوستربوركن
استربروكن (بالألمانية: Osterburken) هي مدينة وبلدة ألمانية تقع في ألمانيا في بادن-فورتمبيرغ. يقدر عدد سكانها بـ 6,514 نسمة .